# Taksin
Taksin (17. dubna 1734 - 7. dubna 1782) byl thajský (siamský) král. Vedl boje za osvobození Siamu od barmské okupace po druhém pádu Ajutthajského království v roce 1767 a podařilo se mu sjednotit Siam poté, co byl rozdělen mezi různé místní náčelníky. Založil Thonburi jako nové hlavní město, protože město Ajutthaja bylo téměř úplně zničeno boji. Jeho vládu charakterizovaly četné války; bojoval proti novým barmským invazím, za podrobení severothajského království Lanna, laoských knížectví, i proti hrozbám z Kambodže.
Ačkoli válka zabírala většinu Taksinova času, věnoval velkou pozornost politice, správě, ekonomice a blahu země. Podporoval obchod a posiloval vztahy se zahraničím, včetně Číny, Británie a Nizozemska. Dal postavit silnice a kopat kanály. Kromě obnovy a renovace chrámů se král pokusil oživit literaturu a různá umělecká odvětví, jako je drama, malířství, architektura a ruční práce. Vydal také předpisy pro sbírání a redakci různých textů, aby podpořil vzdělávání a náboženství.
Taksin se stal obětí státního převratu a byl popraven svým dlouholetým přítelem generálem Čakrím. Ten poté nastoupil na trůn jako Ráma I., přesunul hlavní město do dnešního Bangkoku a založil dynastii Čakríů, jež od té doby vládne Thajsku. Jako uznání za to, co pro Thajce udělal, byl Taksinovi později udělen přídomek Veliký.